# Ферантино Малатеста
Ферантино Малатеста (на италиански: Ferrantino Malatesta, * 1258, † 12 ноември 1353, Римини, Папска държава) е италиански кондотиер, господар на Римини (1326 – 1330 и 1334 – 1335) и подест на Пезаро от династията Малатеста.

## Произход
Той е големият син на Малатестино I Малатеста „Окото“ или „Едноокият“ († 1317), кондотиер, господар на Римини от 1312 г. до смъртта си. Има един брат“
- Джовани III († 1375), кондотиер, съпруг на Виоланта дела Фаджола.

## Биография
През 1304 г. превзема със сила град Пезаро заедно с Пандолфо I Малатеста. Известен е със завоеванията на Фано, Сенигалия и Фосомброне и получава Йези чрез предателство.
През 1306 г. заедно с Пандолфофо I оказва упорита съпротива на Бертран Готски, изпратен от папа Климент V да управлява Анконската марка, но е победен и трябва да предаде всички градове.
Той преминава на служба в Перуджа, за да се бори с гибелините от Сполето, след което през 1307 г. е подест на Флоренция. Той ръководи флорентинската армия във Валдарбия срещу милициите, наети от папския легат. Той завладява много замъци, но след като постави обсада на Горгонца, той трябва бързо да я вдигне и да отиде във Флоренция, повикан от синьорията, защото легатът, за да спре войната от територията на Арецо, подтиква да атакува този град, който остава без защита.
Като подест на Болоня, през 1309 г. придружава кардинал Пелагрю, легат на Климент V, във войната срещу венецианците, които са превзели Ферара.
През 1314 г. се опитва да си върне Фано и Пезаро, но не успява.
През 1315 г. подкрепя войната, предприета за защита на Форли срещу гибелините, той храбро защитава града, но трябва да го предаде. Има повече късмет при втори опит, през 1316 г., който му спечелва само лоялността на Чезена.
Когато баща му умира през 1317 г., владението преминава към Пандолфо I. Ферантино служи на новия господар с усърдие, който му дава кметския пост на Чезена. Тук той е обезпокоен от могъщите врагове, водени от рода Артикини и от Уберто Малатеста, граф на Гиаджиола, които се заемат да плячкосват територията, въпреки помощта, предоставена на Ферантино от болонците, окупират Ферминяно и гробницата на Трецарота. Ферантино обаче причинява голямо раздразнение и тормоз на враговете.
През 1320 г., начело на рота, той успява да се върне в Пезаро, където има титлата на подест.
През 1321 г. помага на Да Полента, завладява Сарсина и я опожарява, след което помага на хората от Парма във война със Сполето, защитавани от Федерико да Монтефелтро.
Той се опитва да завладее отново Фано и успява да изтръгне господството от Чезанело дел Касеро, когото е обезглавил, узурпирайки фермата му.
През 1323 г. попречва на гибелините да се върнат в Урбино. След като се подчиняват на Нолфо да Монтефелтро, те искат да си отмъстят и се опитват да извършат преврат в Пезаро, като успява да проникнат в града, но са прогонени от жителите. Ферантино отмъщава, като събира мощна армия и тръгва срещу Урбино, но през август 1324 г. е победен и едва успява да се спаси. Междувременно гибелините се опитват да окупират Чезена, но много от тях са изпратени в бягство и много от тях са взети в плен, които по-късно са жестоко убити от Ферантино.
През 1324 г. Малатеста е въоръжен капитан на гвелфската лига от флорентинците. На следващата година той е на бойното поле срещу укрепените гибелини в Чита ди Кастело. Той се придвижва срещу Кастильоне, който не успява да завладее, но опустошава територията и се връща във Флоренция с голяма плячка.
През 1326 г., когато Пандолфо I умира, той го наследява в достойнството на защитник на Римини. Той незабавно се насочва към Сант'Анджело, окупиран от семейство Тавели, и го завладява. Той трябва да се бие срещу Рамберто, син на Джанчото, който иска господство, но мирът се връща чрез посредничеството на кардинал Бертрандо дел Поджето.
През 1330 г. той е забранен от папския легат, той иска да се съпротивлява, но е принуден да отстъпи от армия, изпратена срещу него, и той се оттегля в Рокафреда. Той успява да се завърне в родината си през 1333 г. с помощта на Естен и Тарлати и след 25 дни обсада, с помощта на Файтани успява да влезе в Римини с хората си. Споровете веднага се възобновяват, защото синовете на Пандолфо искат по-голяма власт, отколкото Ферантино е готов да им даде.
Заради предателството на Ферантино той е призован в Пезаро от Малатеста III и е затворен със сина и внука си през май 1335 г. Заключен в крепостта на Градара, докато Малатеста IV се провъзгласява за владетел на Римини, той скоро е преместен в крепостта на Фосомброне, където синът и внукът му са убити. Ферантино е освободен през 1336 г., но трябва да предаде замъка Рокафреда. Неговите партизани се опитват да се разбунтуват срещу предателите, но Ферантино не участва в новата война, живеейки в Урбино. Той успява да се завърне в Римини през 1351 г. и умира там на 25 г. през 1353 г.

## Брак и потомство
∞ за Белуча Балиджани от Йези, от която има син и дъщеря:
- Малатестино Новело († 1335, Фосомброне), кондотиер, ∞ за Полентезия от Полента, от която има двама сина и една дъщеря
- Самаритана († 1347, Римини), ∞ за Толберто III да Камино, граф на Ченеда, от когото има син и дъщеря